# Rhabdomastix shansica
Rhabdomastix shansica är en tvåvingeart som beskrevs av Alexander 1954. Rhabdomastix shansica ingår i släktet Rhabdomastix och familjen småharkrankar. Inga underarter finns listade i Catalogue of Life.